# 公民抗命論
《公民抗命論》（英語：Civil Disobedience，又稱《公民不服从论》）是亨利·大衛·梭罗的一篇随笔，首次发表于1849年，主张人民不应允许政府统治他们的良心或使之萎缩，且人民有义务避免这样的默许，防止政府把他们变成不正义的行动者。梭罗对奴隶制和美墨战争的厌恶，部分地驱使了他写作本文。